# Papež Evgen II.
Evgen II., papež Rimskokatoliške cerkve; * okrog 780 Rim (Papeška država, Frankovsko kraljestvo); † 27. avgust 827 Rim ( Papeška država, Italija, Sveto rimsko cesarstvo).

## Življenjepis
Evgen II. je izhajal iz plemiške rodbine Savelli. Ponekod je omenjen njegov oče po imenu Boemund; večina pa ne navaja imena njegovega očeta. 
Kralj Ludvik Pobožni je poslal svojega sina Lotarja, da bi po smrti Pashala I.  zagotovil mirno izvolitev kandidata večinske, Frankom naklonjene stranke. Tako je bil izvoljen Evgen, nadduhovnik pri cerkvi Sv. Sabine na Aventinu v Rimu.

## Smrt in ocena
Papež Evgen II. je umrl v Rimu, 27. avgusta 827. Pokopan je v Baziliki svetega Petra v Vatikanu.
»Liber Pontificalis« prekipeva pohvalnih besed; poveličuje njegovo učenost, zgovornost in pridnost; pobožnost, ponižnost, radodarnost in razgledanost, kajti "vedno je iskal samo to, kar je ugajalo Kristusu".